# Juleø-brillefugl
Juleø-brillefuglen (latin: Zosterops natalis) findes kun på Juleøen, hvor den er truet. Man regner med, at der kun er omkring 20.000 juleø-brillefugle tilbage, men der bliver færre og færre af dem pga. indførelsen af myrearten Anoplolepis gracilipes, som ændrer hele juleøens miljø, eftersom de hurtigt breder sig og indirekte dræber træer ved at spise skjoldlus (Coccoidea), samt at de angriber og dræber fugleungerne.